# Svetlogórskoie
Svetlogórskoie - Светлогорское (rus) - és un poble del krai de Krasnodar, a Rússia. És a la zona septentrional del Caucas occidental, a 5 km al sud-oest d'Abinsk i a 61 km al sud-oest de Krasnodar. Pertanyen a aquest poble la stanitsa d'Erivànskaia i el khútor d'Erivanski.